# 九湖镇
九湖镇，是中华人民共和国福建省漳州市龙海区下辖的一个乡镇级行政单位。

## 行政区划
九湖镇下辖以下地区：
荔都社区、琪塘村、岭兜村、九湖村、庵兜村、小梅溪村、大梅溪村、田中央村、洋坪村、蔡坂村、下庵村、新塘村、新春村、林下村、邹塘村、蔡坑村、衍后村、长福村、埔美山村、恒春村、马岭村、木棉村、林前村、田墘村和内寮农场。

## 特产
水仙花（漳州水仙花是中国地理标志产品）、荔枝、八卦芦柑和花卉盆景是当地四大传统特产。现全镇共有水仙花4000亩、荔枝15000亩、八卦芦柑12000亩、花卉盆景3000亩。